# Johnson City (Oregon)
Johnson City é uma cidade localizada no estado norte-americano do Oregon, no Condado de Clackamas.

## Geografia
De acordo com o United States Census Bureau, a cidade tem uma área de 0,2 km², onde todos os 0,2 km² estão cobertos por terra.

### Localidades na vizinhança
O diagrama seguinte representa as localidades num raio de 4 km ao redor de Johnson City.

## Demografia
Segundo o censo nacional de 2010, a sua população é de 566 habitantes e sua densidade populacional é de 3 121,91 hab/km². É a cidade mais densamente povoada do Oregon. Possui 278 residências, que resulta em uma densidade de 1 533,38 residências/km².